# 狭山京輔
狭山 京輔（さやま きょうすけ）は、日本のライトノベル作家。

## 人物
2001年、井筒ようへいのペンネームで『D.I.Speed!!』が第1回集英社スーパーダッシュ小説新人賞佳作を受賞し、2002年に作家デビューした。特にイレギュラーシリーズは2004年から2006年にかけて出版された。近年ではどの作品も絶版になり入手困難になっている。

## 作品
- D.I.Speed!!(ダイヴ・イントゥ・スピード)（2002年10月、集英社スーパーダッシュ文庫）
- うぃーくえんど☆ラビリンス　クラブ活動は命がけ!?（、集英社スーパーダッシュ文庫）
- Hot Rod（2006年1月、集英社スーパーダッシュ文庫）
- イレギュラー 血まみれの女神（2004年3月25日、集英社スーパーダッシュ文庫）
- イレギュラー 銀の創造主（2004年10月、集英社スーパーダッシュ文庫）
- イレギュラー 偽りの聖者（2005年6月、集英社スーパーダッシュ文庫）
- イレギュラー 黒の王（2006年5月、集英社スーパーダッシュ文庫）